# Franz Steinfeld
Pour les articles homonymes, voir Steinfeld.
Ne pas confondre avec son père Franz Steinfeld, ni avec le major-général Franz von Steinfeld (de).
Franz Steinfeld fils (né le 26 mars 1787 à Mariahilf, mort le 5 novembre 1868 à Písek) est un peintre autrichien.

## Biographie
Il est le fils du sculpteur Franz Steinfeld fils qui lui apprend d'abord sa discipline. Il s'inscrit ensuite à l'académie des beaux-arts de Vienne où il a comme professeurs Laurenz Janscha, Martin von Molitor et Albrecht Christoph Dies. En 1805, il fait un voyage d'étude le long du Rhin et dans les Pays-Bas, où il rencontre notamment Jacob van Ruisdael.
En 1815, il épouse Dorothea Fertbauer, issue d'une famille de peintres ; son frère Leopold Fertbauer peint des paysages et son oncle Leopold Lieb des scènes historiques. Il devient aussi un des peintres de la cour d'Antoine Victor d'Autriche.

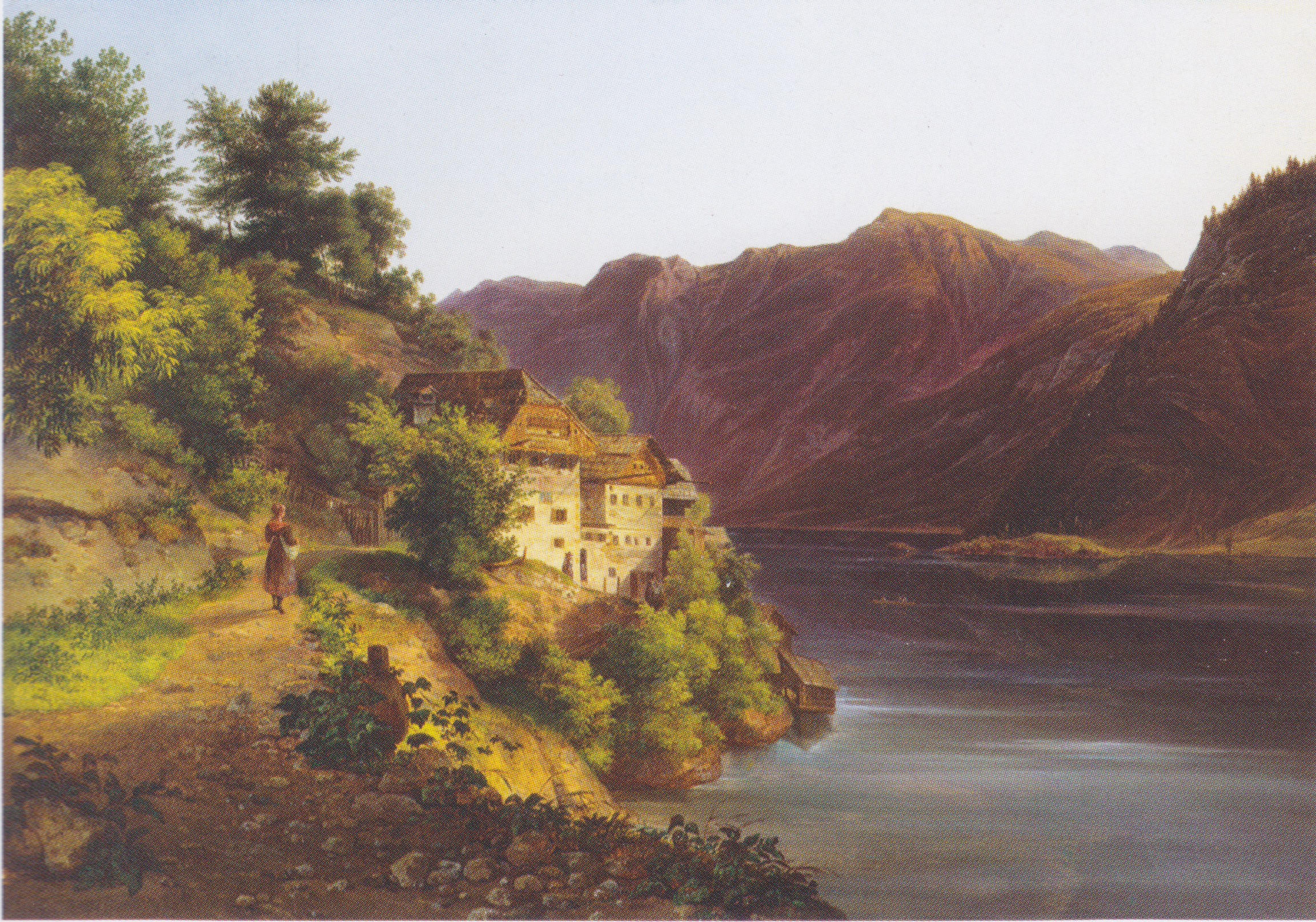
Vue de Hallstatt, 1824.

En 1822, il se présente pour la première fois à l'académie et en devient membre l'année suivante. Comme Ferdinand Georg Waldmüller, il privilégie les sorties dans la nature. En plus de voyages annuels dans les Alpes, il se rend aussi en Italie, en Allemagne et en Suisse et fait en 1842 un voyage avec Josef Danhauser en Belgique et en Hollande. Steinfeld meurt lors d'un voyage en Bohême.
Son fils Wilhelm Steinfeld sera peintre également.